# 2025 en rugby à XIII
| Années du rugby à XIII : 2022 - 2023 - 2024 - 2025 - 2026 - 2027 - 2028    |
| Décennies du rugby à XIII : 1990 - 2000 - 2010 - 2020 - 2030 - 2040 - 2050 |

Cet article présente les faits marquants de l'année 2025 en rugby à XIII.

## Principales compétitions
- Championnat de France
- Coupe de France
- National Rugby League
- State of Origin
- Super League
- Coupe d'Angleterre
- Championship

## Évènements

### janvier
- 11 janvier : Coup d'envoi de la Challenge Cup 2025.

### Février
- 13 février : Coup d'envoi de la saison 2025 de la Super League.
- 15 février : Coup d'envoi de la saison 2025 de la Championship.

### Mars
- 1er mars : Coup d'envoi de la saison 2025 de la National Rugby League.

### Avril
- 5 avril : Finale de la Coupe de France au Parc des sports et de l'amitié de Narbonne. Saint-Estève XIII Catalan remporte le titre en battant 26-18 Albi R.L. devant 4 500 spectateurs.

### Mai
- 25 mai : Finale du Championnat de France.
- 28 mai : Première rencontre du State of Origin à Brisbane.

### Juin
- 7 juin : Finale de la Challenge Cup 2025.
- 18 juin : Deuxième rencontre du State of Origin à Perth.

### Juillet
- 9 juillet  : Troisième et dernière rencontre du State of Origin à Sydney.

### Octobre
- 5 octobre : Finale de la National Rugby League.
- 11 octobre : Finale de la Super League.
- 25 octobre : Opposition France-Jamaïque à Albi dans le cadre des qualifications de la Coupe du monde 2026.
- 25 octobre : Première opposition Angleterre-Australie à Wembley pour la tournée australienne en Angleterre.

### Novembre
- 1er novembre : Deuxième opposition Angleterre-Australie à Liverpool pour la tournée australienne en Angleterre.
- 8 novembre : Troisième opposition Angleterre-Australie à Leeds pour la tournée australienne en Angleterre.

## Décès
- 10 janvier : décès à 79 ans de Jacques Azibert, joueur français de rugby à XIII ;
- 10 février : décès à 86 ans de Gilbert Pujol, joueur français de rugby à XIII ;
- 19 avril : décès à 94 ans de Fernand Soubie, dirigeant français de rugby à XIII ;
- 21 avril : décès à 78 ans de Michel Anglade, joueur international français de rugby à XIII ;
- 26 avril : décès à 49 ans d'Éric Frayssinet, joueur international français de rugby à XIII ;
- 6 juillet : décès à 79 ans de Floréal Bonet, joueur international français de rugby à XIII ;
- 16 juillet : décès à 94 ans de Claude Teisseire, joueur international français de rugby à XIII ;